# Гундоров, Семён Иванович
Князь Семён Иванович Гундоров  — воевода, наместник и конюший в правлении Василия III Ивановича и Ивана IV Васильевича Грозного.
Из княжеского рода Гундоровы. Младший, из четверых сыновей князя Ивана Фёдоровича Большого Гундора и княгини Ефросиньи. Имел братьев, князей: Василия по прозванию "Немая Тетёрка", бездетного Юрия и Ивана (Гордея) Ивановичей.

## Биография

### Служба Василию III Ивановичу
Тысячник 2-й статьи из Стародубских князей. В 1531 году воевода Полка левой руки в Туле, а по роспуску больших воевод сперва воевода лёгких войск Сторожевого полка, а после в той же должности в войсках левой руки.

#### Служба Ивану IV Васильевичу Грозному
В 1535 году 3-й воевода полка правой руки в Коломне. В 1540 году 2-й воевода Большого полка в Рязани. В 1543 году связи с подготовкой Казанского похода, направлен с полком правой руки во Владимир, в июне того же года направлен 3-м воеводою в Муром. В марте 1545 года второй воевода войск правой руки в Казанском походе по Волге. В 1546 году Новгородский конюший. В 1547 году третий воевода в Мещере. В 1548 году 2-й воевода Сторожевого полка в государевом походе из Владимира до Нижнего Новгорода, откуда послан с полком с Роботки на Казань с царём Шихалеем, затем воеводствовал в Костроме. В мае 1550 года в Калуге воевода Передового полка. В октябре 1551 года записан восемнадцатым в московские дворяне, и в этом же году первый воевода седьмого Ертаульного полка в походе к Полоцку. В 1552-1553 годах наместник и первый воевода в Новгороде-Северском. В 1554-1555 годах воевода в Нижнем Новгороде.
Упомянут 01 сентября 1558 года, как душеприказчик князя Давыда Фёдоровича Палецкого. Сделал 12 мая 1564 года вклад по родителям и братьям князьям Василии и Иване Гордом в Рождественский монастырь.
В 1539/40 годах князь Семён Иванович владел поместьем в Юрьевском стане Тверского уезда: селом Густомля с 9 деревнями и 2 пустошами, всего земли 269 четвертей. Владел вотчинами в Суздальском уезде, а также землями в Тверском и Бежецком уездах. После смерти бездетного брата Юрия Ивановича получил половину его вотчин с обязательством, что тот после своей смерти передаст их в Рождественский монастырь, что и сделал в мае 1564 года.
По родословной росписи показан бездетным.